# سه روز در کیبرون
سه روز در کیبرون (آلمانی: 3 Tage in Quiberon) یک فیلم به کارگردانی امیلی عاطف است که در سال ۲۰۱۸ منتشر شد. از بازیگران آن می‌توان به ماری بویمر، بیرگیت مینیشمایر، دونی لوان، و ویکی کریپس اشاره کرد.